# Doronicum
Doronicum este un gen de plante din familia Asteraceae, ordinul Asterales.

## Caractere morfologice
- Tulpina

- Frunza

- Florile

- Semințele

## Specii
- Doronicum altaicum
- Doronicum atlanticum
- Doronicum austriacum Jacq.
- Doronicum briquetii
- Doronicum cacaliifolium Boiss. & Heldr.
- Doronicum carpaticum (Griseb. & Schenk) Nyman
- Doronicum carpetanum Willk.
- Doronicum cataractarum Widder
- Doronicum cavillieri
- Doronicum clusii (All.) Tausch
- Doronicum cordatum
- Doronicum columnae Ten.
- Doronicum corsicum (Loisel.) Poir.
- Doronicum dolichotrichum
- Doronicum falconeri
- Doronicum glaciale (Franz Xaver von Wulfen|Wulfen) Nyman
- Doronicum grandiflorum Lam.
- Doronicum haussknechtii Cavill.
- Doronicum hungaricum Rchb. f.
- Doronicum kamaonense
- Doronicum macrophyllum Fisch.
- Doronicum maximum Boiss. & A. Huet
- Doronicum oblongifolium DC.
- Doronicum orientale Hoffm. -- Leopard's Bane
- Doronicum pardalianches L.
- Doronicum plantagineum L.
- Doronicum reticulatum Boiss.
- Doronicum stenoglossum

## Imagini

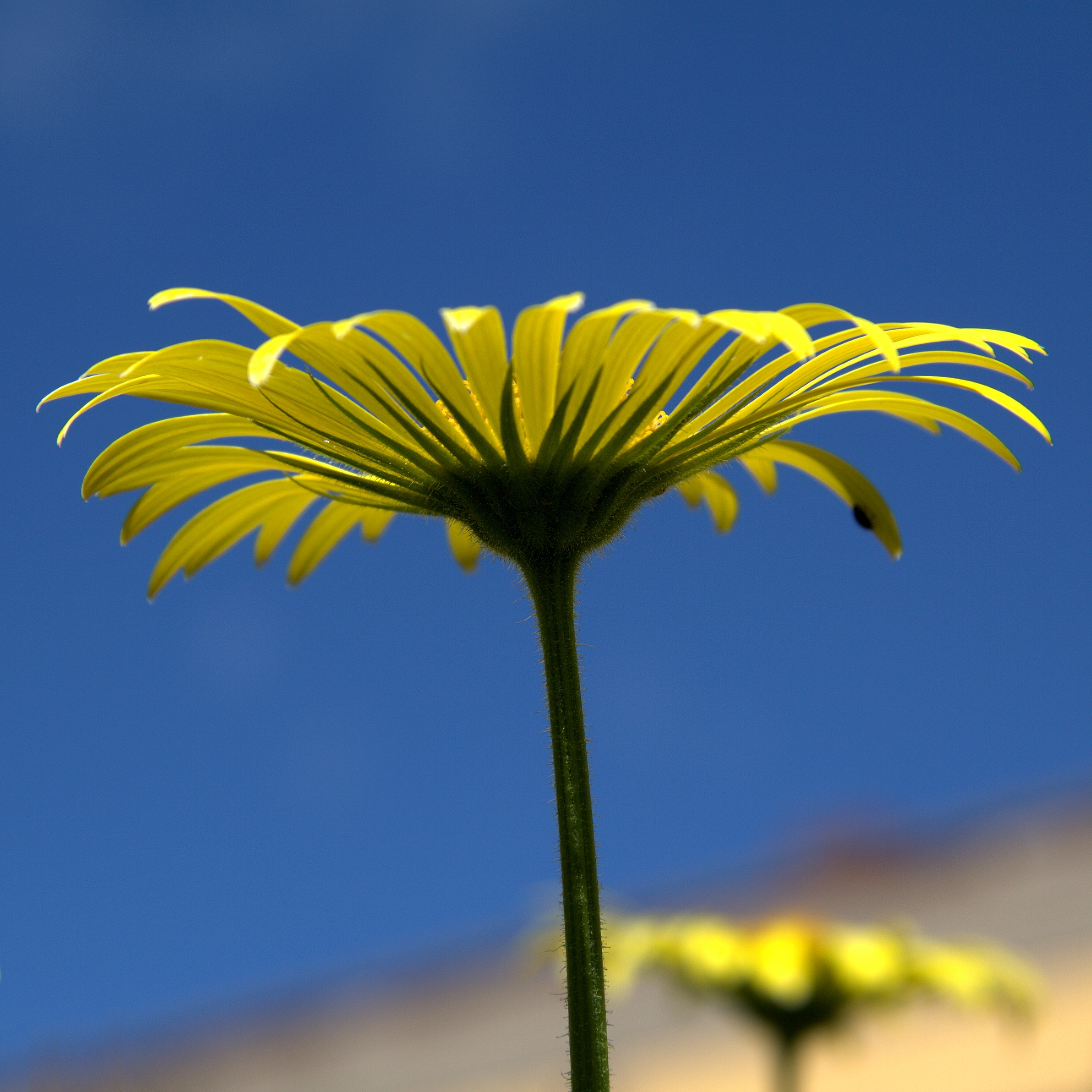
Doronicum cordifolium
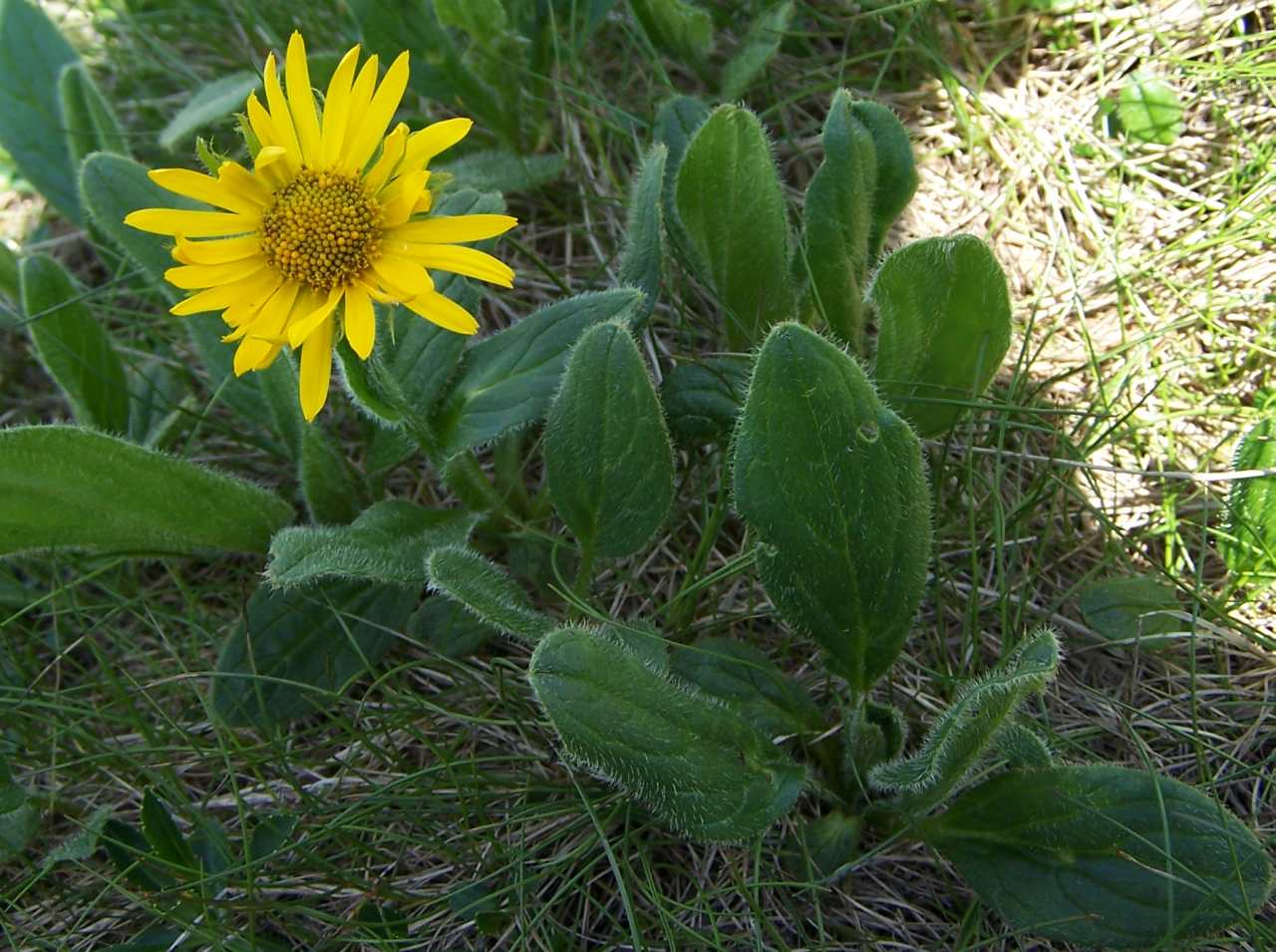
Doronicum clusii
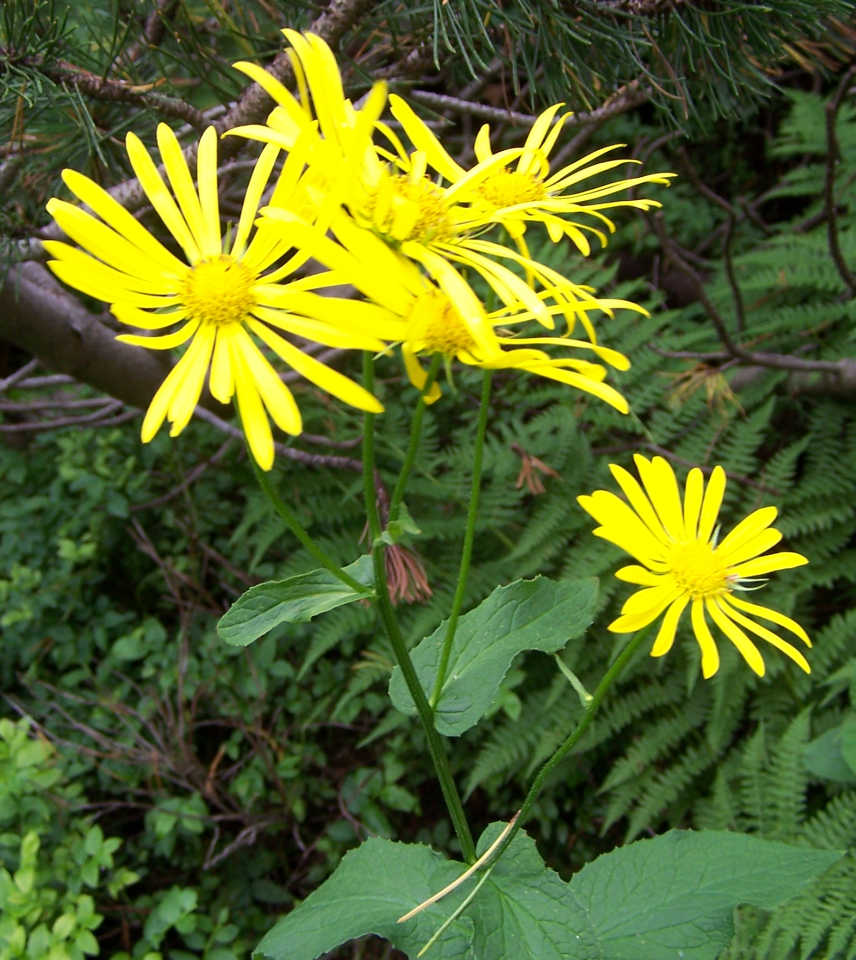
Doronicum austriacum